# هايني مولر (لاعب كرة قاعدة)
هايني مولر (بالإنجليزية: Heinie Mueller)‏ هو لاعب كرة قاعدة أمريكي، ولد في 20 يوليو 1912 في سانت لويس في الولايات المتحدة، وتوفي في 3 أكتوبر 1986 في أورلاندو في الولايات المتحدة.

## وصلات خارجية
- هايني مولر على موقع دوري كرة القاعدة الرئيسي (الإنجليزية)
- هايني مولر على موقعبيزبول رفرنس.كوم (الدوري الرئيسي) (الإنجليزية)
- هايني مولر على موقعبيزبول رفرنس.كوم (الدوري الثانوي) (الإنجليزية)